# Singapore Airlines

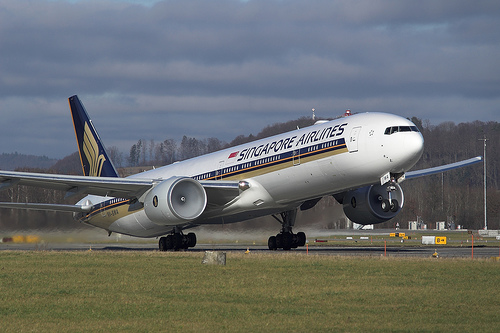
SIA Boeing 777-300ER

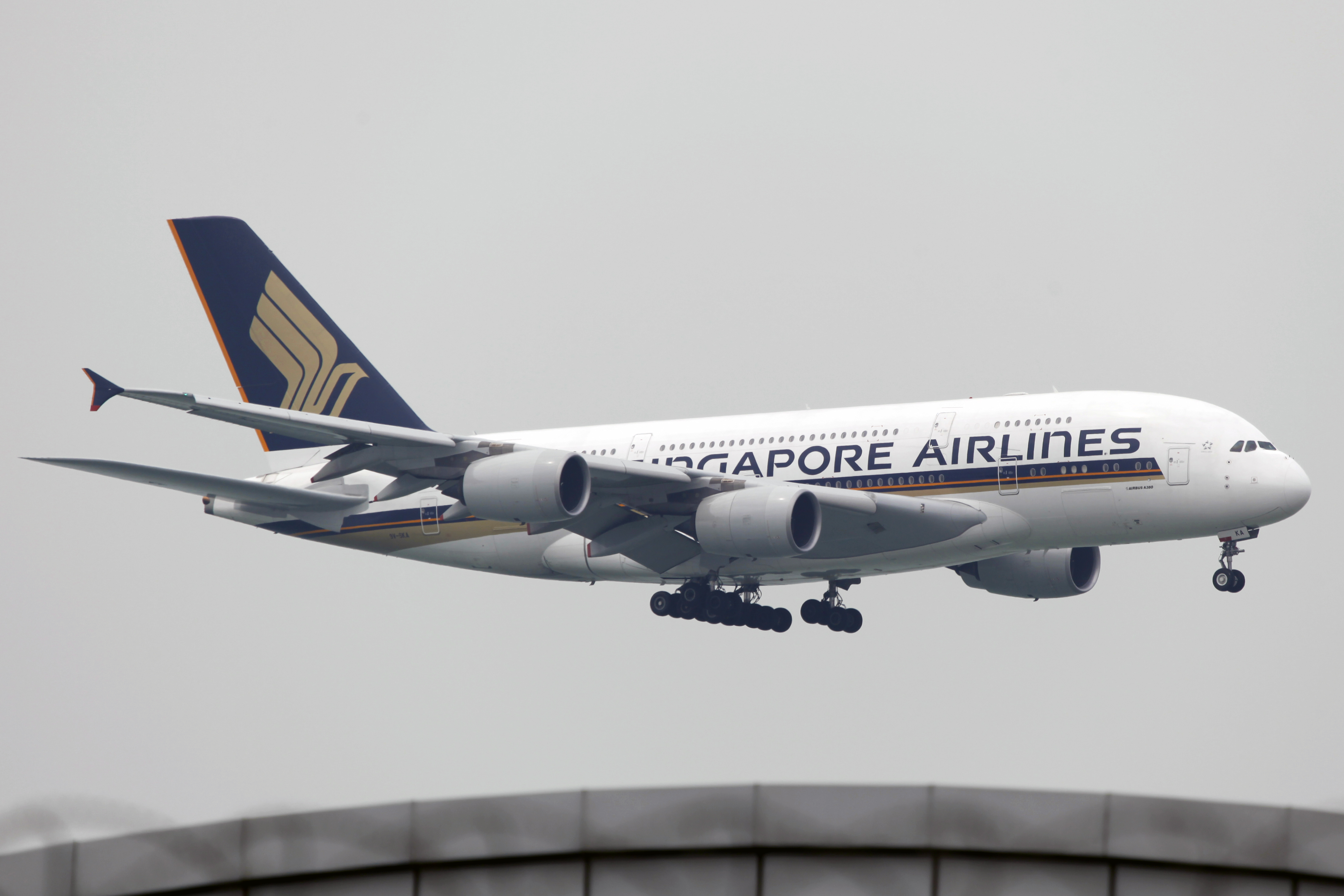
Airbus A380

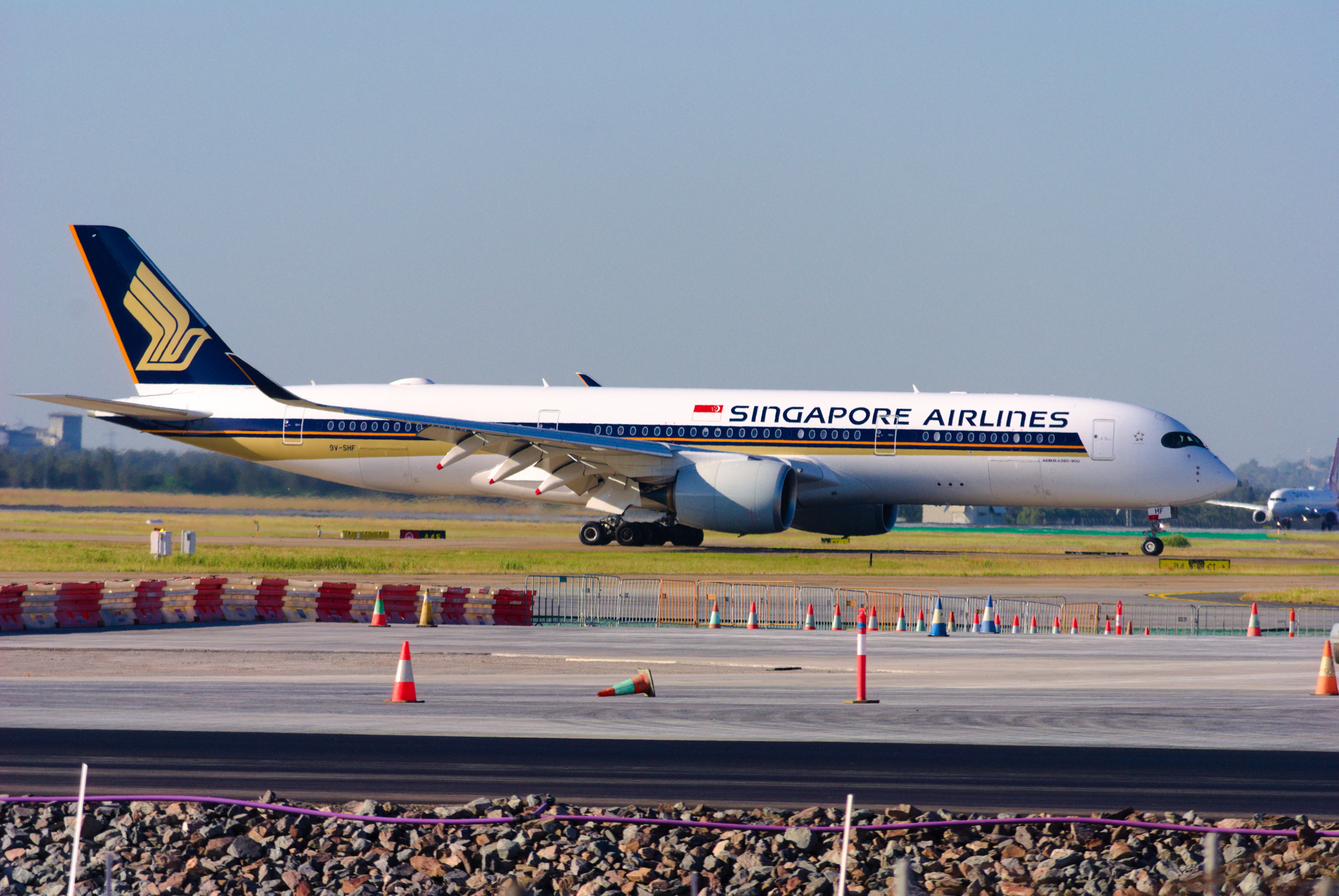
Airbus A350-900

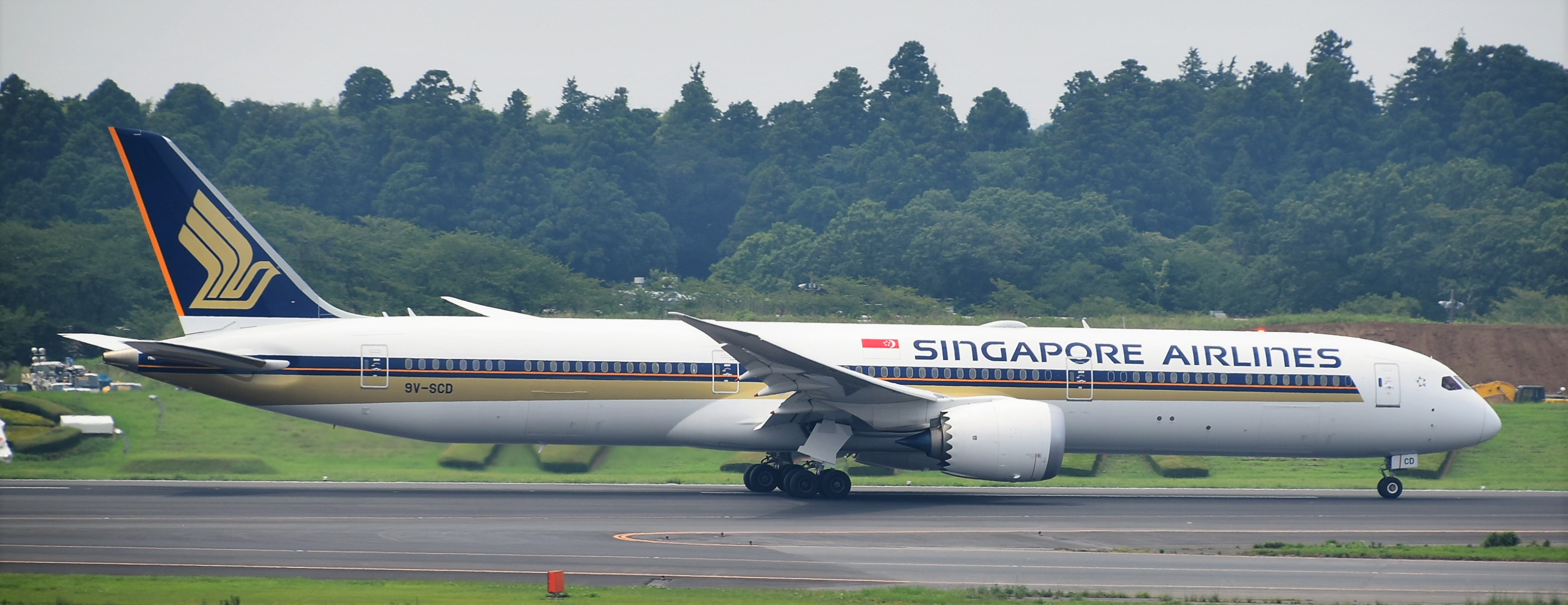
Boeing 787-10

Singapore Airlines (Viết tắt: SIA; tiếng Mã Lai: Syarikat Penerbangan Singapura, tiếng Trung: 新加坡航空公司; bính âm: Xīnjīapō Hángkōng Gōngsī, Tân Gia Ba hàng không công ty; viết tắt 新航 - Tân Hàng) SGX: S55 là hãng hàng không quốc gia của Singapore. Singapore Airlines hoạt động chính tại Sân bay Quốc tế Changi Singapore và hiện diện ở các thị trường hàng không Đông Nam Á, Đông Á, Nam Á, Châu Phi và cạnh tranh "tuyến đường kangaroo" giữa châu Âu và châu Đại Dương.Công ty này cũng cung cấp các chuyến bay xuyên Thái Bình Dương, bao gồm 2 trong số các các chuyến bay thẳng thương mại dài nhất thế giới từ Newark, New Jersey và Los Angeles, California. Hãng cũng sở hữu hãng hàng không con là: SilkAir và là hãng hàng không duy nhất trên thế giới sở hữu sớm nhất Airbus A380 với 10 chiếc máy bay hiện có.
Doanh thu năm 2020 sụt giảm 76% từ gần 16 tỷ SGD xuống còn 3,8 tỷ SGD. Tính theo doanh thu hành khách trên km (RPK), sản lượng của hãng bay giảm 97,9%. Không những thế, hãng còn mất tới 1,3 tỷ USD khi nghỉ biên chế 45 máy bay trước hạn thuê. Tuy nhiên năm 2020 doanh thu vận tải hàng hóa của hãng tăng 38,8% lên 2,7 tỷ SGD (2,03 USD). Hiện hãng đã huy động được số vốn mới tổng cộng 15,4 tỷ SGD và đang nỗ lực thu hút thêm 6,2 tỷ SGD nữa để tăng cường khả năng tài chính

## Điểm đến
|  |

### Châu Phi
- Nam Phi
  - Cape Town (Sân bay quốc tế Cape Town)
  - Johannesburg (Sân bay quốc tế OR Tambo)

### Châu Á

#### Đông Á
- Trung Quốc
  - Bắc Kinh (Sân bay quốc tế Thủ Đô Bắc Kinh)
  - Quảng Châu (Sân bay quốc tế Bạch Vân Quảng Châu)
  - Hồng Kông (Sân bay quốc tế Hong Kong)
  - Thâm Quyến (Sân bay quốc tế Bảo An Thâm Quyến)
  - Thượng Hải (Sân bay quốc tế Phố Đông Thượng Hải)
  - Trùng Khánh (Sân bay quốc tế Giang Bắc Trùng Khánh)
- Đài Loan
  - Đài Bắc (Sân bay quốc tế Đào Viên Đài Loan)
- Nhật Bản
  - Fukuoka (Sân bay Fukuoka)
  - Sapporo (Sân bay Chitose mới) [season]
  - Nagoya (Sân bay quốc tế Chubu)
  - Osaka (Sân bay quốc tế Kansai)
  - Tokyo (Sân bay quốc tế Narita)
  - Tokyo (Sân bay Haneda)
- Hàn Quốc
  - Seoul (Sân bay quốc tế Incheon)
  - Busan (Sân bay quốc tế Gimhae)

#### Nam Á
- Nepal
  - Kathmandu (Sân bay quốc tế Tribhuvan)
- Bangladesh
  - Dhaka (Sân bay quốc tế Zia)
- Ấn Độ
  - Ahmedabad (Sân bay quốc tế Sardar Vallabhbhai Patel)
  - Bangalore (Sân bay quốc tế Kempegowda)
  - Chennai (Sân bay quốc tế Chennai)
  - Kolkata (Sân bay quốc tế Netaji Subhash Chandra Bose)
  - Mumbai (Sân bay quốc tế Chhatrapati Shivaji)
  - New Delhi (Sân bay quốc tế Indira Gandhi)
- Maldives
  - Malé (Sân bay quốc tế Malé)
- Sri Lanka
  - Colombo (Sân bay quốc tế Bandaranaike)

#### Đông Nam Á
- Brunei
  - Bandar Seri Begawan (Sân bay quốc tế Brunei) sau này sẽ được chuyển qua cho SilkAir.
- Indonesia
  - Denpasar (Sân bay quốc tế Ngurah Rai)
  - Jakarta (Sân bay quốc tế Soekarno-Hatta)
  - Surabaya (Sân bay quốc tế Juanda)
  - Bandung (Sân bay quốc tế Husein Sastranegara)
  - Medan (Sân bay quốc tế Kuala Namu)
- Malaysia
  - Kuala Lumpur (Sân bay quốc tế Kuala Lumpur)
  - Penang (Sân bay quốc tế Penang)
- Philippines
  - Manila (Sân bay quốc tế Ninoy Aquino)
- Singapore
  - Singapore (Sân bay quốc tế Changi Singapore), Trụ sở chính
- Thái Lan
  - Bangkok (Sân bay quốc tế Suvarnabhumi; Sân bay quốc tế Don Mueang)
  - Phuket (thành phố) (Sân bay quốc tế Phuket)
- Myanmar
  - Mandalay (Sân bay quốc tế Mandalay)
  - Yangon (Sân bay quốc tế Yangon)
- Việt Nam
  - Hà Nội (Sân bay quốc tế Nội Bài)
  - Thành phố Hồ Chí Minh (Sân bay quốc tế Tân Sơn Nhất)
  - Đà Nẵng (Sân bay quốc tế Đà Nẵng)

#### Tây Á
- Các Tiểu vương quốc Ả Rập Thống nhất
  - Dubai (Sân bay quốc tế Dubai)

### Châu Âu
- Đan Mạch
  - Copenhagen (Sân bay quốc tế Copenhagen)
- Pháp
  - Paris (Sân bay quốc tế Charles de Gaulle)
- Đức
  - Frankfurt (Sân bay quốc tế Frankfurt)
  - München (Sân bay quốc tế München Franz Josef Strauss)
- Ý
  - Milan (Sân bay quốc tế Malpensa)
  - Roma (Sân bay quốc tế Leonardo da Vinci)
- Hà Lan
  - Amsterdam (Sân bay quốc tế Amsterdam Schiphol)
- Nga
  - Moskva (Sân bay quốc tế Domodedovo)
- Tây Ban Nha
  - Barcelona (Sân bay quốc tế Barcelona)
- Thụy Sĩ
  - Zürich (Sân bay quốc tế Zürich)
- Thổ Nhĩ Kỳ
  - Istanbul (Sân bay quốc tế Atatürk)
- Anh
  - London (Sân bay London Heathrow)
  - Manchester (Sân bay Manchester)

### Bắc Mỹ
- Canada
  - Vancouver (Sân bay quốc tế Vancouver)
- Hoa Kỳ
  - Houston (Sân bay liên lục địa George Bush)
  - Los Angeles (Sân bay quốc tế Los Angeles)
  - San Francisco (Sân bay quốc tế San Francisco)
  - Newark (Sân bay quốc tế Newark Liberty)
  - New York (Sân bay quốc tế John F. Kennedy)
  - Seattle (Sân bay quốc tế Seattle-Tacoma)

### Châu Đại Dương
- Úc
  - Adelaide (Sân bay quốc tế Adelaide)
  - Brisbane (Sân bay quốc tế Brisbane)
  - Cairns (Sân bay Cairns)
  - Darwin (Sân bay quốc tế Darwin)
  - Melbourne (Sân bay quốc tế Melbourne)
  - Perth (Sân bay Perth)
  - Sydney (Sân bay Quốc tế Kingsford Smith)
- New Zealand
  - Auckland (Sân bay quốc tế Auckland)
  - Christchurch (Sân bay quốc tế Christchurch)

## Code share
- Aegean Airlines
- Air Canada
- Air China
- Air France
- Air Mauritius
- Air New Zealand
- Air Timor
- Alaska Airlines
- All Nippon Airways
- Asiana Airlines
- Avianca
- Brussels Airlines
- Croatia Airlines
- EgyptAir
- Eurowings
- Ethiopian Airlines
- EVA Air
- Fiji Airways
- Garuda Indonesia
- JetBlue
- LOT Polish Airlines
- Lufthansa
- Malaysia Airlines
- Royal Brunei Airlines
- S7 Airlines
- Scandinavian Airlines
- Scoot
- Shenzhen Airlines
- South African Airways
- SriLankan Airlines
- Swiss International Air Lines
- TAP Air Portugal
- Turkish Airlines
- United Airlines
- Virgin Atlantic
- Virgin Australia
- Vistara

## Thử nghiệm thẻ thông hành số của IATA
Hãng sẽ thử nghiệm Thẻ thông hành số (Digital Travel Pass-DTP) áp dụng với các hành khách đi tuyến Singapore-London trong khoảng thời gian từ  15/3/2021 và 28/3/2021
DIP sẽ giúp hành khách quản lý lịch trình đi lại và chứng minh cho các hãng hàng không và cơ quan có thẩm quyền rằng họ đã được tiêm phòng hoặc xét nghiệm Covid-19.
Ứng dụng DTP sẽ có mặt trên các kho ứng dụng iOS. Theo đó, sau khi cài ứng dụng này về điện thoại, khách hàng sẽ tạo một thẻ căn cước số có ảnh cá nhân và thông tin hộ chiếu, và có cả thông tin chuyến bay của khách hàng.
Khách hàng có thể đặt lịch trực tuyến làm xét nghiệm Covid-19 trước khi khởi hành tại một trong số bảy phòng khám tham gia chương trình xét nghiệm tại Singapore và đăng ký tại một phòng khám bằng việc sử dụng thẻ căn cước số và thông tin chuyến bay trên ứng dụng DTP.
Khách hàng sau đó có thể xem kết quả xét nghiệm cũng như tình trạng xác nhận để thực hiện chuyến bay trực tiếp trên ứng dụng này. Theo SIA, tại các điểm làm thủ tục trước khi khởi hành tại sân bay Changi, hành khách chỉ cần cung cấp tình trạng đã được xác nhận (kết quả xét nghiệm Covid-19, chứng nhận tiêm chủng) trên ứng dụng cho nhân viên hãng bay.
Tuy nhiên, để phù hợp với các quy định phòng, chống dịch hiện hành, khách hàng cũng cần phải mang theo giấy chứng nhận y tế của phòng khám thực hiện xét nghiệm Covid-19.
Hãng cho biết những người tham gia có thể mong đợi "quy trình đăng ký nhanh hơn và liền mạch hơn" với việc hợp nhất xác minh tình trạng sức khỏe vào một ứng dụng duy nhất.

## Chương trình khách hàng thường xuyên
KrisFlyer là chương trình khách hàng thường xuyên của Singapore Airlines Group, bao gồm Singapore Airlines và Scoot. Bên cạnh các hãng hàng không thuộc Singapore Airlines group, khách hàng của KrisFlyer có thể tích lũy thêm dặm bay khi bay với bất kì các hãng thuộc liên minh Star Alliance, Star Alliance Connecting Partner, Alaska Airlines, JetBlue, Virgin Atlantic, Vistara.
Dặm bay có thể được chuộc lại cho các chuyến bay và nâng cấp khi bay với Singapore Airlines Group và các hãng hàng không đối tác được chọn, cũng như chuyển đổi chúng thành điểm với các chương trình khách hàng thân thiết của đối tác được chọn. Dặm bay cũng có thể được trộn lẫn với tiền mặt để trả tiền vé thưởng và nâng cấp chuyến bay trên trang web của Singapore Airlines, cũng như mua hàng được làm từ Krisshop.
Các loại thẻ KrisFlyer:
Krisflyer - hạng thẻ cơ bản mà một người bắt đầu tích lũy dặm bay.
KrisFlyer Elite Silver - hạng thẻ Bạc của Star Alliance.
KrisFlyer Elite Gold - hạng thẻ Vàng của Star Alliance.
Priority Passenger Service (PPS) Club - hạng thẻ Vàng đặc quyền của Star Alliance cho Singapore Airlines, các thành viên của Star Alliance và các hãng hàng không đối tác, cũng như các đặc quyền khác trên Singapore Airlines.
Solitaire PPS Club - hạng thẻ cao nhất.

## Các loại hạng ghế

### Hạng Suite
Thiết kế cũ được giới thiệu vào tháng 10 năm 2007, được thiết kế bởi nhà thiết kế nội thất du thuyền sang trọng người Pháp Jean-Jacques Coste và bao gồm các khoang riêng biệt với tường và cửa cao 1,5 m. Ghế da, được bọc bởi Poltrona Frau của Ý, rộng 35 inch (89 cm) (với tay vịn lên và rộng 23 inch (58 cm) khi tay vịn xuống) và màn hình TV LCD 23 inch (58 cm) được lắp trên bức tường phía trước. Giường 78 inch (200 cm) tách biệt với ghế ngồi và có thể gập ra khỏi bức tường phía sau, với một số thành phần khác của dãy phòng được hạ thấp để chứa nệm. Cửa sổ được lắp vào cửa ra vào và rèm che mang lại sự riêng tư. Các ghế nằm ở trung tâm (chỉ dành cho Hàng 2 và 3) có thể tạo thành giường đôi sau khi rèm che sự riêng tư giữa hai ghế được thu vào các ngăn đặc biệt giữa các giường và trong khung của vách ngăn. Có 12 ghế máy bay Airbus A380, với hàng đầu tiên và hàng cuối cùng có cấu hình 1-1, hàng thứ hai và thứ ba có cấu hình 1-2-1.
Được công bố vào ngày 2/11/2017, "A380 New Suites" đang dần được triển khai trên đội bay Airbus A380. Khoang bao gồm sáu dãy phòng, được sản xuất bởi Zodiac Aerospace được thiết kế thành các khoang riêng biệt với tường và cửa trượt ngăn cách xếp theo cấu hình 1-1. Bản thân bộ phần mềm bao gồm một chỗ ngồi độc lập và một giường phẳng 76 inch (193 cm) có thể triển khai riêng biệt, cũng như TV LCD màn hình cảm ứng 32 inch (81 cm), được gắn trên tường bên. Ghế da cũng được bọc bởi Poltrona Frau của Ý, có thể ngả 45 độ và xoay 360 độ. Hai dãy phòng đầu tiên ở hai bên máy bay có thể tạo thành giường đôi sau khi tấm ngăn riêng tư được hạ xuống, tương tự như sản phẩm Suites cũ. Các tính năng bổ sung bao gồm một máy tính bảng điều khiển màn hình cảm ứng không dây riêng biệt được đặt trên credenza để điều khiển ánh sáng, tấm chắn cửa sổ và các cuộc gọi dịch vụ, bộ đồ dùng cá nhân Lalique, tủ đựng đồ cá nhân và khu vực để túi, ổ cắm điện và cổng USB được tích hợp tất cả trong bảng điều khiển .

### Hạng Nhất
Được giới thiệu vào ngày 9/7/2013, Hạng Nhất được cung cấp trên những chiếc Boeing 777-300ER đã được tân trang lại. Các tính năng bao gồm màn hình giải trí trên chuyến bay rộng 24 inch với thiết bị cầm tay màn hình cảm ứng video, được sắp xếp theo cấu hình 1-2-1, ánh sáng có thể điều chỉnh và bộ phận điều khiển, ghế được thiết kế dạng vỏ sỏ cố định rộng 35 inch ( Ghế rộng 89 cm), có thể ngả thành giường 80 inch (203 cm).

### Hạng Thương gia
Hạng thương gia trước đây được gọi là Hạng Raffles cho đến năm 2006. Phiên bản mới nhất của Hạng thương gia, Hạng thương gia "mới" đã được công bố vào ngày 9 tháng 7 năm 2013 và có sẵn trên các máy bay Boeing B777-300ER và Airbus A350-900. Các tính năng bao gồm ổ cắm điện và tất cả các cổng trong một bảng điều khiển, xếp bên cạnh ghế ngồi, hai vị trí chỗ ngồi mới, được sắp xếp theo cấu hình 1-2-1 và màn hình giải trí trên máy bay 18 inch. Ghế có độ ngả 132 độ và có thể gập thành giường dài 78 in (198,1 cm).
Được ra mắt vào ngày 2 tháng 11 năm 2017, các ghế "Hạng thương gia A380 mới" đang dần được tung ra trên đội bay Airbus A380-800. Có 78 ghế hạng Thương gia trên máy bay, được xếp theo cấu hình 1-2-1 phía sau Hạng Singapore Airlines Suites ở tầng trên. Ghế ngồi, được thiết kế bởi JPA Design và được bọc bằng da hạt Poltrona Frau, có thể ngả vào một chiếc giường phẳng hoàn toàn. Ngoài ra còn có các dải phân cách có thể điều chỉnh giữa các ghế trung tâm có thể nâng lên hoàn toàn, nâng lên một nửa hoặc hạ xuống hoàn toàn. Cặp ghế trung tâm ngay phía sau mỗi vách ngăn, khi dải phân cách trung tâm được hạ xuống hoàn toàn, có thể tạo thành giường đôi. Ngoài ra còn có TV LCD màn hình cảm ứng 18 in (46 cm) và bảng điều khiển chứa cổng nguồn và cổng USB, cũng như Đầu đọc NFC để thanh toán không tiếp xúc.
Hệ thống giải trí KrisWorld: Từ những tác phẩm kinh điển cho đến những bộ phim bom tấn hot nhất hiện nay, hãy xem tất cả trên màn hình cảm ứng HD ở phía trước ghế. Nếu hành khách là thành viên của KrisFlyer, chỉ cần đăng nhập để nhận các đề xuất được cá nhân hóa về nội dung cần xem. Hành khách thậm chí có thể chọn nơi bạn rời đi trên chuyến bay tiếp theo. Thành viên KrisFlyer và hành khách Hạng thương gia cũng sẽ được hưởng quyền truy cập vào nội dung bổ sung.

### Hạng Phổ thông cao cấp
Xếp theo cấu hình 2-4-2 với chỗ ngồi rộng rãi, ghế hạng Phổ thông cao cấp thiết kế với chiều rộng lớn hơn lên đến 19,5 inch giúp hành khách thoải mái. Thêm vào đó là các lựa chọn bổ sung và các đặc quyền độc quyền, được kết hợp bởi dịch vụ giành giải thưởng mà hành khách yêu thích. Ngoài ra còn có hai cổng sạc USB để sạc các thiết bị điện tử của hành khách, đèn đọc sách cá nhân có thể điều chỉnh theo ý muốn.
Hệ thống giải trí KrisWorld: Nội dung được sắp xếp cẩn thận với lựa chọn ấn tượng gồm 1.800 tùy chọn giải trí, phim, chương trình truyền hình, âm nhạc, trò chơi và ứng dụng - điện thoại màn hình cảm ứng video và màn hình cảm ứng hỗ trợ HD 13,3 inch với tai nghe chống ồn. Trên các chuyến bay đã chọn, giữ liên lạc với gia đình, bạn bè và đồng nghiệp có kết nối Internet, cũng như nhắn tin văn bản và đa phương tiện.

### Hạng Phổ thông
Ghế hạng Phổ thông cũ chỉ có trên Boeing 777-200. Gồm có màn hình giải trí cá nhân VGA 6.1 inch với AVOD, chân ghế, tựa đầu có thể điều chỉnh với "tai" bên hông và ngả ghế có thể tự điều chỉnh. Bassinets bé có sẵn trên hầu hết các vách ngăn. Những ghế hạng Phổ thông cũ hơn với hệ thống Wisemen 3000 đã được giới thiệu trên Boeing 777-200ER vào năm 1997, để sử dụng cùng với các ghế Hạng tiết kiệm hiện có với máy bay không phải AVOD KrisWorld (lúc đó trên máy bay Boeing 747-400 và A340-300 của hãng đã được giới thiệu vào năm 1995) và các ghế thế hệ đầu thập niên 1990 không có KrisWorld (tại thời điểm đó trên các máy bay A310-200 và A310-300 của hãng). Một vài máy bay đầu tiên được giao mà không có AVOD kể từ năm 2015, không còn máy bay nào không có AVOD.
Thiết kế lại mới nhất của ghế hạng Phổ thông được ra mắt vào ngày 9 tháng 7 năm 2013 cùng với các sản phẩm Hạng nhất và Hạng thương gia mới. Các tính năng bao gồm chỗ để chân 32 inch, thiết kế ghế mỏng hơn, tựa đầu có thể điều chỉnh và hệ thống giải trí trên màn hình cảm ứng 11,1 inch cũng có thể điều khiển bằng điện thoại màn hình cảm ứng video cũng như phần mềm KrisWorld hoàn toàn mới. Các ghế mới ban đầu được thông báo là chỉ có sẵn trên máy bay Airbus A350-900 mới tinh chế và Boeing 777-300ER được trang bị lại.
Các ghế hạng Phổ thông thế hệ trước chưa được trang bị trên Airbus A380-800 và Airbus A330-300 rộng 19 inch (48 cm), có màn hình giải trí cá nhân 10,6 inch, đèn đọc sách, có thể được sử dụng bằng cách gập màn hình ra ngoài. Xếp theo cấu hình 3-4-3 trên boong dưới của Airbus A380; 3-3-3 trên Boeing 777; 2-4-2 trên Airbus A330 và boong trên của Airbus A380. Các tính năng khác bao gồm giá đỡ cốc độc lập (tách biệt với bàn gấp), cổng USB và ổ cắm điện, cũng như cổng iPod dành riêng cho Airbus A330.
Singapore Airlines giới thiệu một thiết kế tương tự trên máy bay Boeing 777 thông qua chương trình trang bị thêm cabin đang diễn ra. Máy bay Boeing 777-300 là mẫu đầu tiên trải qua quá trình tái trang bị và đã giới thiệu sản phẩm trên tuyến Singapore - Sydney vào ngày 22 tháng 7 năm 2009. Chúng được trang bị màn hình giải trí cá nhân 9 inch (lớn hơn màn hình VGA 6,1 inch trên máy bay chưa được trang bị) và AVOD ở mỗi ghế. Các ghế được cài đặt trên tất cả các máy bay B777-200ER.

## Dịch vụ suất ăn và đồ uống
Món khai vị được phục vụ trong Hạng Suites, Hạng Nhất và Hạng thương gia.
Singapore Airlines cung cấp các lựa chọn thực phẩm trên mỗi chuyến bay. Các món ăn trong khu vực thường được phục vụ trên các chuyến bay tương ứng của họ, chẳng hạn như các bữa ăn Kyo-Kaiseki, Shi Quan Shi Mei và Shahi Thali dành cho hành khách hạng nhất trên các chuyến bay đến Nhật Bản, Trung Quốc và Ấn Độ.
SIA cũng đã giới thiệu một chương trình ẩm thực Giá vé địa phương phổ biến, cung cấp các món yêu thích của địa phương cho hành khách trong tất cả các hạng bay từ các điểm đến được chọn. Các món ăn đặc trưng trong chương trình này bao gồm giá vé của người bán hàng rong Singapore như cháo Teochew, bak chor mee, cơm gà Hải Nam, Satay (xiên thịt), vv cũng có trên một số tuyến đường.
Họ đã xuất bản một cuốn sách nấu ăn vào năm 2010 có tiêu đề, Trên & Beyond: Bộ sưu tập các công thức nấu ăn từ Hội đồng ẩm thực Singapore Airlines.
Hành khách ở Hạng Suites, Hạng nhất và Hạng thương gia có thể chọn sử dụng dịch vụ "Đặt chỗ nấu ăn", trong đó các món ăn cụ thể có thể được chọn trước từ thực đơn phong phú hơn. Hành khách hạng phổ thông cao cấp cũng có thể chọn sử dụng "Sách tiết kiệm cao cấp cho người nấu ăn". Dịch vụ này chỉ có sẵn trên các chuyến bay được lựa chọn.

## Dịch vụ suất ăn đặc biệt

### Bữa ăn cho trẻ sơ sinh và trẻ nhỏ
Bữa ăn trẻ em (BBML):
Thích hợp cho trẻ sơ sinh dưới 1 tuổi, bữa ăn này bao gồm 3 lọ (khoảng 80g / 3oz đến 110g / 4oz mỗi lọ) thức ăn trẻ em - món chính, rau và món tráng miệng.
Bữa ăn sau cai sữa (PWMLM):
Thích hợp cho trẻ sơ sinh từ 1 đến 2 tuổi, bữa ăn này quan trọng hơn bữa ăn trẻ em. Thực phẩm dễ cắn, nhai và tiêu hóa.
Bữa ăn cho trẻ sơ sinh (CHMLI):
Thích hợp cho trẻ sơ sinh dưới 2 tuổi, bữa ăn này quan trọng hơn bữa ăn sau cai sữa (PWMLM) hoặc bữa ăn trẻ em (BBML). Thực phẩm là loại thực phẩm dễ cắn (mềm) với các loại nước sốt nhẹ hơn.
Phần ăn cho trẻ em ở các nước Châu Âu (CHML):
Thích hợp cho trẻ em từ 2 đến dưới 12 tuổi, bữa ăn này có món chính kiểu phương Tây và có thể chứa thịt bò, thịt gà, cá, mì ống, rau, sô cô la, khoai tây chiên giòn, bánh quy, sữa và các sản phẩm từ sữa, trái cây và trái cây nước ép.
Bữa ăn cho trẻ em châu Á (CHMLA):
Thích hợp cho trẻ em từ 2 đến dưới 12 tuổi, bữa ăn này có món chính theo phong cách châu Á và có thể chứa thịt gà, cá, mì, rau, sô cô la, khoai tây chiên giòn, bánh quy giòn, sữa và các sản phẩm từ sữa, trái cây và nước ép trái cây.
Bữa ăn chay cho trẻ em (CHMLV):
Thích hợp cho trẻ em trong độ tuổi từ 2 đến dưới 12 tuổi, bữa ăn này có món chính là món chay và có thể chứa mì ống, mì, rau, sô cô la, khoai tây chiên giòn, bánh quy giòn, sữa và các sản phẩm từ sữa, trái cây và nước ép trái cây.

### Phần ăn dành cho người tôn giáo
Bữa ăn không chay của người Hindu (HNML):
Bữa ăn này không chay và có thịt (thịt cừu, thịt gia cầm), cá hoặc các sản phẩm từ sữa. Đó là bữa ăn phù hợp cho những người không tiêu thụ thịt bò, thịt bê, thịt lợn, hun khói và cá sống. Thông thường nấu cay hoặc cà ri, cách chế biến và nấu ăn của nó có thể khác nhau.
Bữa ăn theo kiểu Kosher (KSML):
Chuẩn bị theo thông số kỹ thuật tôn giáo của người Do Thái, bữa ăn đóng gói sẵn này (được niêm phong) có chứa thịt.
Bữa ăn làm mới theo kiểu Kosher (KSRFM):
Thực phẩm được chuẩn bị và phục vụ theo thông số kỹ thuật tôn giáo của người Do Thái, bữa ăn đóng gói sẵn này (được niêm phong) có chứa thịt.
Bữa ăn Hồi giáo (MOML):
Không chứa rượu, thịt lợn, phụ phẩm lợn, giăm bông hoặc thịt xông khói được sử dụng trong bữa ăn này. Thao tác chuẩn bị và phong cách nấu ăn của nó có thể thay đổi.

### Phần ăn dành cho người ăn chay
Bữa ăn chay của người Ấn Độ (AVML):
Đây là một bữa ăn chay không nghiêm ngặt được chuẩn bị theo phong cách Ấn Độ và thường có vị cay. Phần ăn không có thịt, hải sản hoặc trứng. Bữa ăn này có thể bao gồm các sản phẩm sữa.
Bữa ăn chay theo kiểu Jain (VJML):
Bữa ăn này được nấu theo kiểu Ấn Độ và thường có vị cay. Không có thịt, hải sản, các sản phẩm trứng, hành, tỏi, gừng, nấm và rau củ được sử dụng.
Bữa ăn chay theo kiểu phương Đông (VOML):
Thường được nấu theo kiểu Trung Quốc, bữa ăn này không chứa thịt, hải sản, trứng và các sản phẩm từ sữa.
Bữa ăn theo kiểu thuần chay (VGML): 
Thường được nấu theo kiểu phương Tây, bữa ăn này không chứa thịt, hải sản, trứng và các sản phẩm từ sữa.
Bữa ăn chay chứa các thành phần Lacto-Ovo: (VLML)
Được chế biến theo phong cách phương Tây, đây là một bữa ăn chay không nghiêm ngặt có thể bao gồm trứng và các sản phẩm từ sữa nhưng loại bỏ tất cả các loại thịt và hải sản.

### Phần ăn dành cho người ăn kiêng
Bữa ăn theo kiểu nhạt nhẽo (BLML):
Các mặt hàng gây kích ứng dạ dày sẽ không được sử dụng trong việc chuẩn bị bữa ăn này, ví dụ: hạt tiêu đen, ớt bột, ca cao và rượu.
Bữa ăn dành cho người tiểu đường (DBML):
Các loại thực phẩm chứa đường không được sử dụng trong việc chuẩn bị bữa ăn này. Muối được sử dụng hạn chế.
Bữa ăn toàn trái cây (FPML):
Toàn bộ khay ăn sẽ chỉ có trái cây.
Bữa ăn hạn chế tinh bột (GFML):
Không chứa lúa mì, lúa mạch đen, lúa mạch và cám dưới mọi hình thức (bao gồm cả các mặt hàng thực phẩm có thể chứa các thành phần đó).
Bữa ăn ít béo (LFML):
Bữa ăn này không bao gồm việc sử dụng chất béo động vật hoặc thực phẩm béo. Thực phẩm giàu cholesterol tự nhiên (ví dụ tôm và da gia cầm các loại) và thực phẩm chiên các loại đều bị cấm. Chỉ cho phép các sản phẩm sữa ít béo (ví dụ: sữa tách béo hoặc phô mai), thịt nạc và dầu thực vật lỏng không bão hòa đa được cho phép.
Bữa ăn chứa ít Lactose (NLML):
Bữa ăn này không bao gồm các loại thực phẩm có chứa sữa, chất rắn sữa khô, casein, phô mai, kem, bơ, đường sữa và bơ thực vật.
Bữa ăn hạn chế muối (LSML):
Muối, cũng như thực phẩm được muối và chế biến tự nhiên (ví dụ như bột nở, soda và bột ngọt) được loại bỏ hoặc hạn chế về số lượng.
Bữa ăn không có chất dinh dưỡng không nghiêm ngặt (NFMLA):
Các thành phần như lạc và các loại đậu được bỏ qua từ bữa ăn này.

### Các suất ăn khác
Bữa ăn hải sản (SFML):
Bữa ăn này chỉ chứa hải sản, bao gồm cả cá.
Bữa ăn không chứa hải sản (NSFML):
Bữa ăn này không bao gồm bất kỳ động vật giáp xác, động vật thân mềm và cá, hoặc các bộ phận của chúng.

## Đội bay
Tính đến tháng 4/2024:
Tuổi thọ trung bình đội bay tính đến tháng 2/2022 là 6.9 năm

## Dịch Covid-19
Để đảm bảo an toàn cho hành khách trong bối cảnh dịch COVID-19, hãng đã tung ra một ứng dụng hoạt động giống như Hộ chiếu sức khỏe kỹ thuật số. Ứng dụng sẽ bao gồm tất cả thông tin hành khách cùng với chẩn đoán COVID-19 để dễ dàng di chuyển qua sân bay.
Ngày 20/1/2021, hãng đã ra mắt cổng thông tin trực tuyến một chiều giúp hành khách mua vé chuyến bay khởi hành có xét nghiệm COVID-19. Kết quả lấy mẫu sẽ được chuyển đến họ trong vòng 36 giờ thông qua cổng thông tin. Hành khách có thể hiển thị các kết quả này khi làm thủ tục tại sân bay Changi.
Khoản tài chính của hãng (từ 31/3/2020 đến năm 2021) ghi nhận khoản lỗ kỷ lục $3,2 tỷ và lưu lượng hành khách giảm 97,9% do các nước hạn chế cho người nước ngoài nhập cảnh khi dịch bệnh đang diễn biến phức tạp.